# إدورد سل
كنن إدورد ابن وليم جون سل ( 1255 - 1350 هـ / 1839 - 1932 م ) هو مستشرق بريطاني ومبشر أنجليكاني.
من أعضاء الجمعية الملكية الآسيوية. صنَّف كتباً بالإنگليزية، منها «العقيدة الإسلامية» و «أبحاث عن الإسلام» و«التطور التاريخي للقرآن».